# YellOw (киберспортсмен)
Хон Джин Хо (кор. 홍진호; род. 31 октября 1982, Тэджон) — корейский игрок в покер, участник телешоу и бывший киберспортсмен по Starcraft, более известный под псевдонимом YellOw. В 2012 году был тренером команды Xenics Storm по League of Legends. На телевидении наиболее известен своими выступлениями в реалити-шоу о выживании The Genius и развлекательном шоу Crime Scene.

## Карьера
Хон, получивший прозвища Storm Zerg и Конг (в переводе с корейского означает «боб») Джин Хо, известен своей агрессивной и «давящей» игрой, а также соперничеством с BoxeR.
Он знаменит тем, что никогда не занимал первые места на крупных турнирах по StarCraft, несмотря на сильную игру. Хону удалось шесть раз занять второе место в турнирах, что принесло ему титул «Король серебра». Хотя есть несколько турниров, в которых он занимал первое место, эти достижения были аннулированы, когда KeSPA объявила, что будет принимать только достижения в OnGameNet Starleague (OSL) и MSL. Среди его значимых побед — первое место в ITV 5th Starleague 2003 года, участие в лиге Snickers All-Star в 2005 году и в первом турнир BlizzCon invitational.
Хон потерпел крупное поражение в полуфинале 1-го сезона OSL от Shinhan Bank в 2006 году и занял 3-е место. После неудачного выступления в следующем OSL Хон оказался на спаде, из которого так и не смог выбраться. Он дошел до 32 раунда в GOMTV Averatech Classic, но был побежден oDin. В ноябре 2008 года он поступил на службу в ВВС Кореи в команду StarCraft Air Force ACE.
Став членом Air Force ACE, Хон медленно, но верно восстанавливал свою форму. Толчком послужила победа над Bisu 20 июня 2009 года в Shinhan Bank ProLeague 08-09, после 735 дней неудач. Со второго сезона Shinhan Bank OSL в 2006 году он не мог попасть ни в OSL, ни в MSL, но в конце сезона Shinhan Bank ProLeague 09-10 Хонг завершил сезон, выдав 3-матчевую победную серию, включая победу над Jaedong.
Хон официально объявил о своем уходе из профессиональных игр на своем сайте 16 июня 2011 года.

## Фильмография

### ТВ-шоу
| Год  | Название                      | Телеканал | Примечания |
| ---- | ----------------------------- | --------- | ---------- |
| 2013 | The Genius: Rules of the Game | tvN       |            |
| 2013 | The Genius: Rule Breaker      | tvN       |            |
| 2014 | Kim Jiyeon's Sweet 19         | tvN       |            |
| 2014 | Shared TV                     | tvN       |            |
| 2014 | Need More Romance             | tvN       |            |
| 2014 | Crime Scene                   | JTBC      |            |
| 2015 | SNL Korea                     | tvN       |            |
| 2015 | Crime Scene 2                 | JTBC      |            |
| 2015 | The Genius: Grand Final       | JTBC      |            |
| 2015 | 5 Days of Summer              | JTBC      |            |